# Valneva SE
Valneva SE è una società biotecnologica francese con sede a Saint-Herblain, in Francia, che sviluppa e commercializza vaccini per malattie infettive. Ha siti di produzione a Livingston, in Scozia; Solna, Svezia e Vienna in Austria e altre sedi in Francia, Canada e Stati Uniti. Valneva è stata fondata nel 2013 dalla fusione della società austriaca Intercell e della società francese Vivalis SA. Valneva è quotata dal 28 maggio 2013 all'Euronext Paris di Parigi il cui maggiore azionista è il Gruppo Grimaud.

## Prodotti
I vaccini commercializzati da Valneva includono Ixiaro, un vaccino contro l'encefalite giapponese (approvato in Europa, America e Australia) e Dukoral, un vaccino contro il colera (approvato in Europa e Australia). Valneva insieme a Dynavax Technologies ha sviluppato un vaccino anti COVID-19 Valneva, VLA2001 derivato dal suo vaccino contro l'encefalite giapponese Ixiaro.

## Altri vaccini in via di sviluppo
Valneva sta lavorando anche su altri quattro vaccini:
- contro la chikungunya;
- contro la malattia di Lyme;
- contro l'infezione da Clostridiodes difficile;
- contro il virus Zika.